# Peter Webber
Peter Webber (nacido en 1968) es un director de cine británico, reconocido por las películas Girl with a Pearl Earring, Hannibal Rising y Pickpockets.

## Carrera
Girl with a Pearl Earring, protagonizada por Scarlett Johansson y Colin Firth, marcó el debut de Webber como director de largometrajes. La cinta recibió numerosos premios, incluyendo tres nominaciones a los Premios de la Academia, dos nominaciones a los Globos de Oro y 10 nominaciones a los Premios BAFTA.
Dino De Laurentiis escogió a Webber para dirigir una nueva película relacionada con el personaje de Hannibal Lecter, Hannibal Rising. Basada en el libro del mismo nombre de Thomas Harris y protagonizada por Gaspard Ulliel, Gong Li y Rhys Ifans, esta precuela relata los primeros años de Lecter y los motivos que lo convirtieron en un asesino caníbal. 
Webber estrenó su primer cortometraje, The Zebra Man, sobre la vida del artista friki Horace Ridler, protagonizad por Minnie Driver. En 2012 regresó a la gran pantalla con el drama bélico Emperor, con Tommy Lee Jones como protagonista. En 2016 dirigió la miniserie Tutankhamun, protagonizada por Sam Neill.
En 2018 se trasladó a Bogotá, Colombia, para rodar la película Pickpockets. El director ya había visitado Colombia en 2009 para filmar el documental The Sand and the Rain sobre la tribu amazónica Macuna. En 2019 inició el rodaje de una película de suspenso titulada Fremason para Lionsgate.

## Filmografía

### Cine
- The Stretford Wives (2001)
- Girl with a Pearl Earring (2003)
- Hannibal Rising (2007)
- Emperor (2012)
- Earth: One Amazing Day (2017)[3]
- Pickpockets: Maestros del robo (2018)[4][5][6][7]
- Inna de Yard: The Soul of Jamaica (2019)[8]

### Televisión
- The Temptation of Franz Schubert (1997)
- Underground (1999)
- Men Only (2001)
- Six Feet Under (2004, episodio "The Dare")
- Tutankhamun (2016)

## Premios y distinciones
Festival Internacional de Cine de San Sebastián
| Año  | Categoría    | Película             | Resultado |
| ---- | ------------ | -------------------- | --------- |
| 2003 | Premio CICAE | La joven de la perla | Ganador   |